# Хоун, Иви
Иви Хоун (англ. Eva (“Evie”) Sydney Hone ; 22 апреля 1894, Дублин, Ирландия — 13 марта 1955, Дублин, Ирландия) — ирландская художница, живописец, известный витражист. Её считают одной из основательниц современного искусства в Ирландии.

## Биография
Иви Хоун родилась 22 апреля 1894 в Дублине. В числе её предков был художник Джозеф Хоун-младший (англ.) (1831—1917).
Иви Хоун более всего известна созданными ею витражами, в частности, в громадном восточном окне часовни Итонского колледжа («Распятие» и «Тайная вечеря», 1949—1952).
Хоун Была ограничена в физических движениях из-за детского паралича, поразившего её в возрасте одиннадцати лет.
Училась непродолжительное время в Вестминстерской школе искусств (англ.), Лондон, у Сикерта; затем — в Центральной школе искусств (англ.) (также в Лондоне).

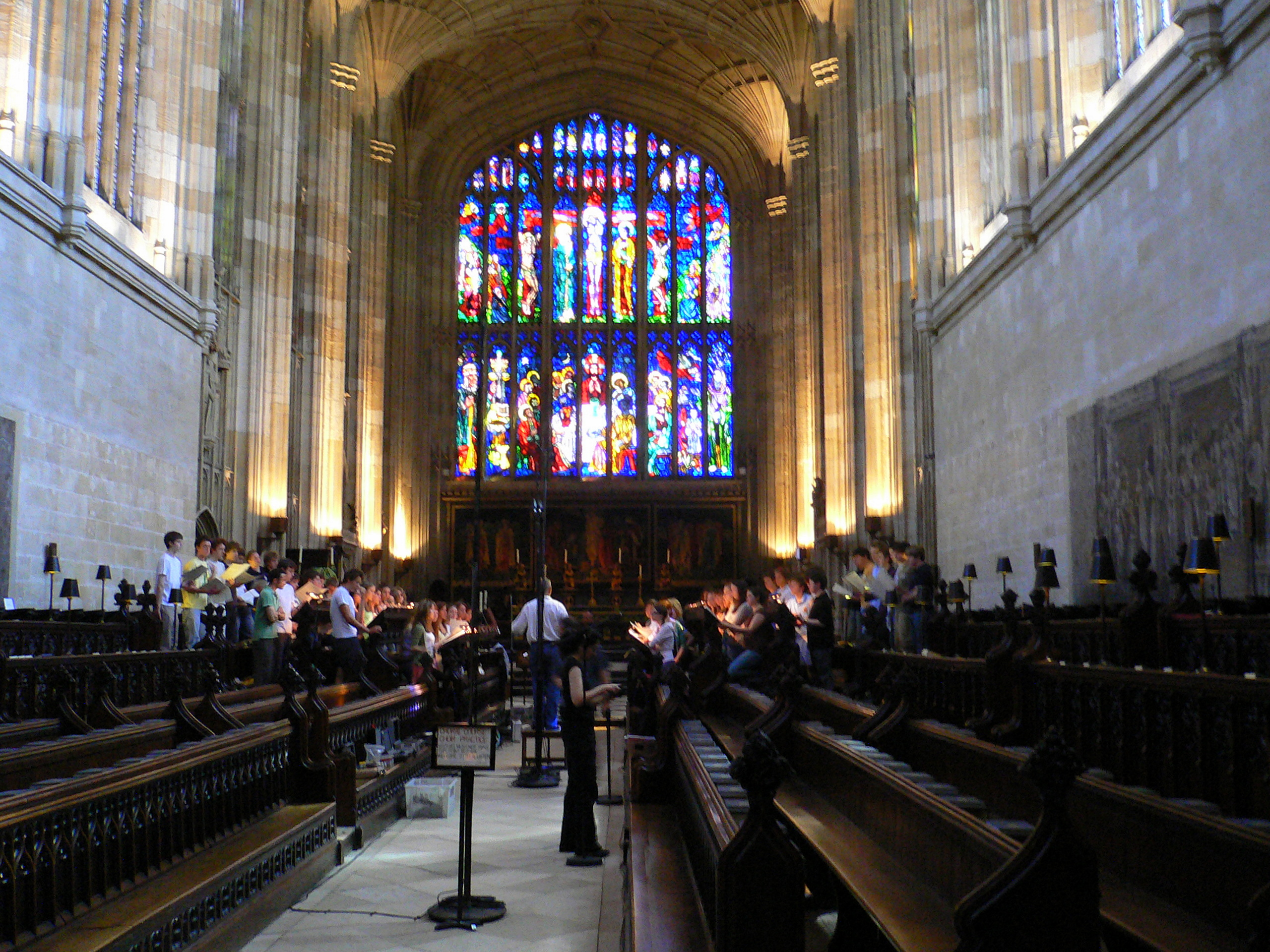
Витраж в восточном окне часовни Итонского колледжа

Приехав в 1920 в Париж, совершенствуется в живописи (вместе с соотечественницей Мейни Джеллет, 1897—1944), в студии художника-кубиста Андре Лота (1885—1962).
С 1922 года Хоун и Джеллет проходят выучку у абстракциониста и теоретика кубизма, А. Глеза, которого очаровал талант и энтузиазм, проявляемый этими двумя молодыми художницами. Он учил их логически обосновывать принципы, управляющие целесообразным применением цвета: построению колористических созвучий, ритма в живописной композиции.
Первая выставка Иви Хоун прошла в 1924 совместно с подругой по французским годам обучения Мейни Джеллет в Художественной галерее Дублина.
Под влиянием Жоржа Руо в начале 1930-х начала создавать витражи.
Первоначальная попытка Хоун вступить в дублинское сообщество витражистов «An Túr Gloine» провалилось. Но вскоре, после мастер-классов, проведённых под руководством Вильгельмины Геддес, Иви Хоун сознаёт, что нашла своё призвание. Более того, она завоёвывает широкую известность в этой сфере. И с 1935 по 1943 всё же сотрудничает со «Стеклянной башней» (англ.).
Получала заказы на украшение окон в церкви Св. Михаила в Хайгейте,
Кафедральном соборе (англ.) Вашингтона, в нескольких церквах в Ирландии.
Глубоко верующая христианка, Иви Хоун в 1937 переходит из англиканской церкви в лоно католической.
В поздних живописных работах Иви Хоун, как и у её соотечественницы, Норы Макгиннесс, ощущается влияние Парижской школы, в частности, характерная «детскость», идущая от Рауля Дюфи.
Хоун приняла деятельное участие в организации Выставки ирландского живого искусства (англ.) (1943), в компании с художниками-новаторами Мейни Джеллет, Луи ле Броки, Норой Макгиннесс.
Иви Хоун умерла во время мессы в своей приходской церкви 13 марта 1955 года, и была погребена в церкви Святого Мэлруэйна (англ.) в Талла на юге Дублина.
Мемориальная выставка работ Иви Хоун прошла в 1958 в Дублине, а год спустя — в галерее Совета по делам искусств, в Лондоне.

## Литература

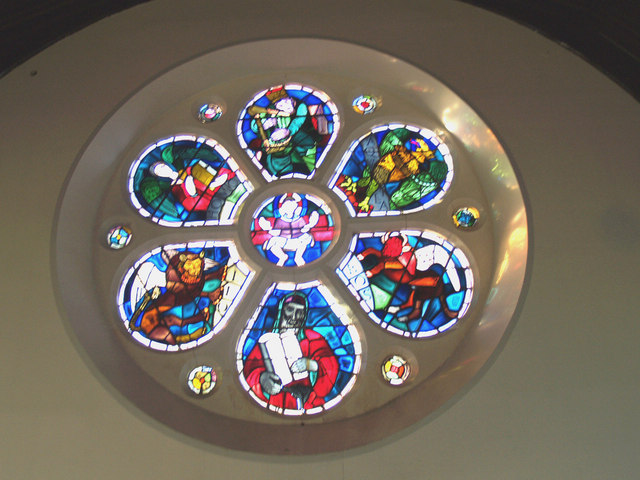
Иви Хоун. Окно-роза
в церкви Святого Семейства в Адраре